# André Obey
André Obey (ur. 8 maja 1892 r. Douai, zm. 11 kwietnia 1975 r. z Montsoreau) – francuski dramaturg i pisarz, w 1928 r. za swą powieść Le joueur de triangle otrzymał Nagrodę Renaudot. W latach 1945–1947 był głównym administratorem Comédie-Française. 

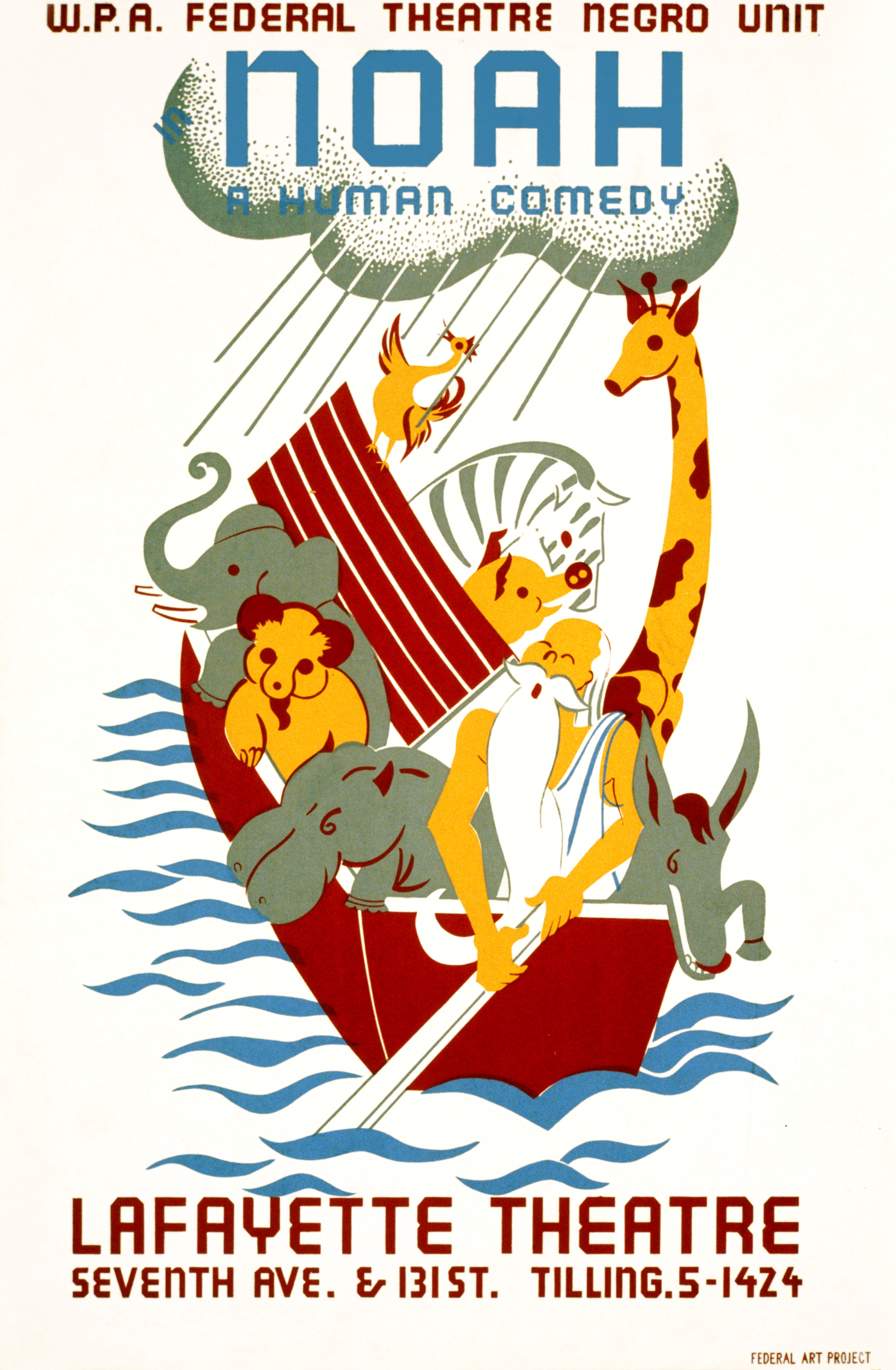
Plakat promujący dzieło Noé (1936)

Jego najsłynniejsze dzieła teatralne to m.in. Noé (1930), Le Viol de Lucrèce (1931), La Bataille de la Marne (1932), Lazare (1950) czy Revenu de l'étoile (1965).